# Kamenskoe (Territorio della Kamčatka)
Kamenskoe (in russo Kaменское?) è una cittadina situata sulla penisola di Kamčatka, nel Territorio della Kamčatka, sulle sponde del fiume Penžina, in Russia. La città, pur trovandosi a pochi chilometri dal mare, resta nell'entroterra siberiano.